# Géderlak
Géderlak (kroatisch Gider) ist eine ungarische Gemeinde im Kreis Kalocsa im Komitat Bács-Kiskun.

## Geographische Lage
Géderlak liegt am linken östlichen Ufer der Donau, die den Ort in einem Bogen in rund drei Kilometer Entfernung von Norden, Westen und Südwesten umfließt. Der Ort liegt 96 Kilometer südlich von Budapest, 11 Kilometer nordwestlich der Kreisstadt Kalocsa und 4 Kilometer östlich von Paks.

## Wirtschaft und Infrastruktur
Fünf Kilometer südwestlich der Ortschaft jenseits der Donau befindet sich das Kernkraftwerk Paks, das einzige Kernkraftwerk des Landes.

## Gemeindepartnerschaften
- Hodoșa, Rumänien, seit 2013

## Sehenswürdigkeiten
- Römisch-katholische Kirche Szent László király, ursprünglich erbaut 1771
  - In der Kirche befinden sich von Ferenc Kákonyi 1936 gestaltete Glasfenster.
- Szentháromság-Säule, erschaffen 1927
- Szent-Lászlo-Büste
- Trianon-Denkmal

## Verkehr
Durch Géderlak verläuft die Landstraße Nr. 5106. Die Nebenstraße Nr. 51347 führt von der Ortsmitte in nordwestlicher Richtung an die Donau, wo eine Fährverbindung über den Fluss an das rechte westliche Donauufer zur Stadt Paks im Komitat Tolna besteht.